# UnitedHealthcare Pro Cycling Team (equip femení)
El UnitedHealthcare Pro Cycling Team (codi UCI: UHC) és un equip ciclista femení estatunidenc. Creat al 2015, té categoria UCI Women's Team. És la secció femenina de l'equip UnitedHealthcare Pro Cycling Team.

## Classificacions UCI

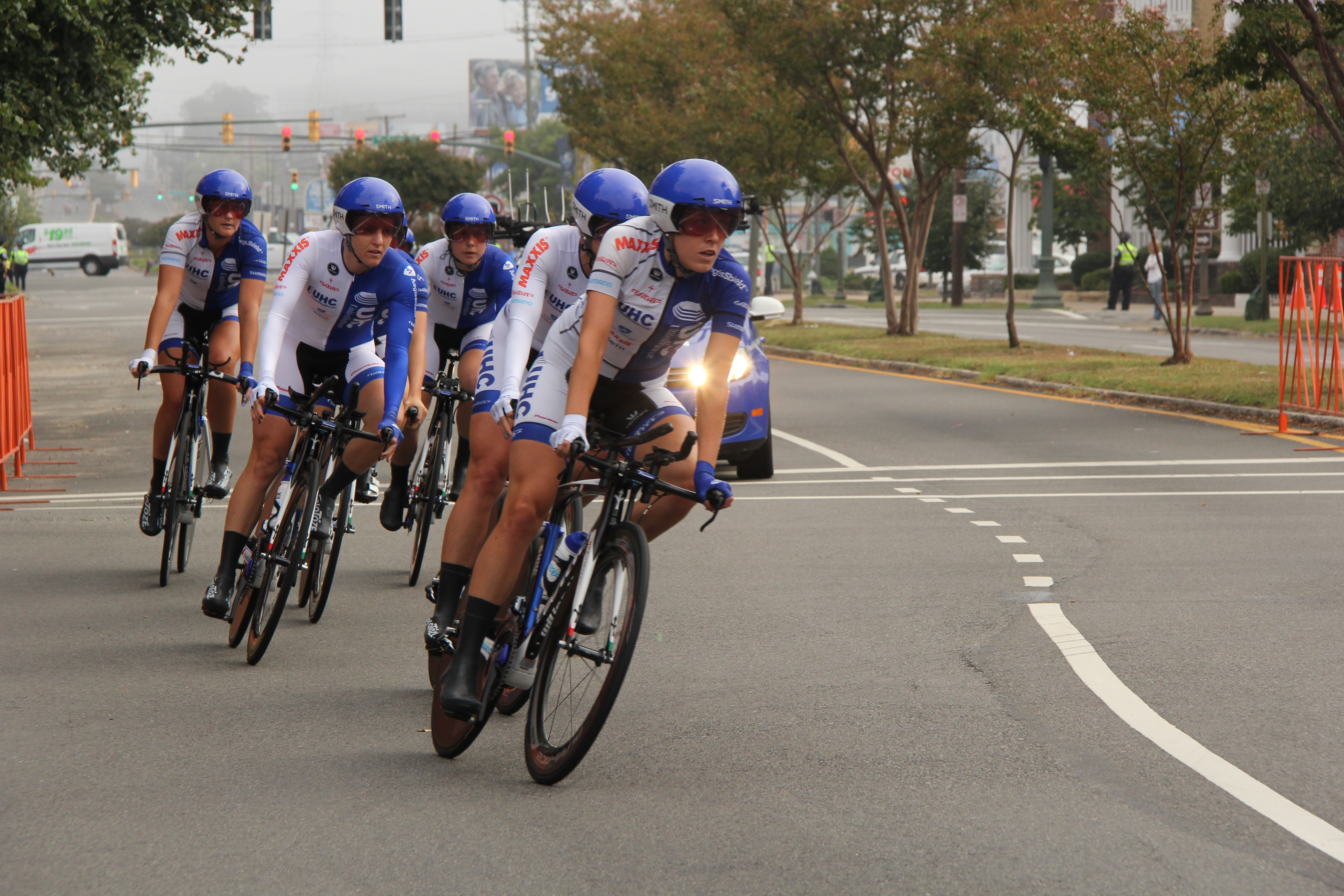
L'equip al 2015

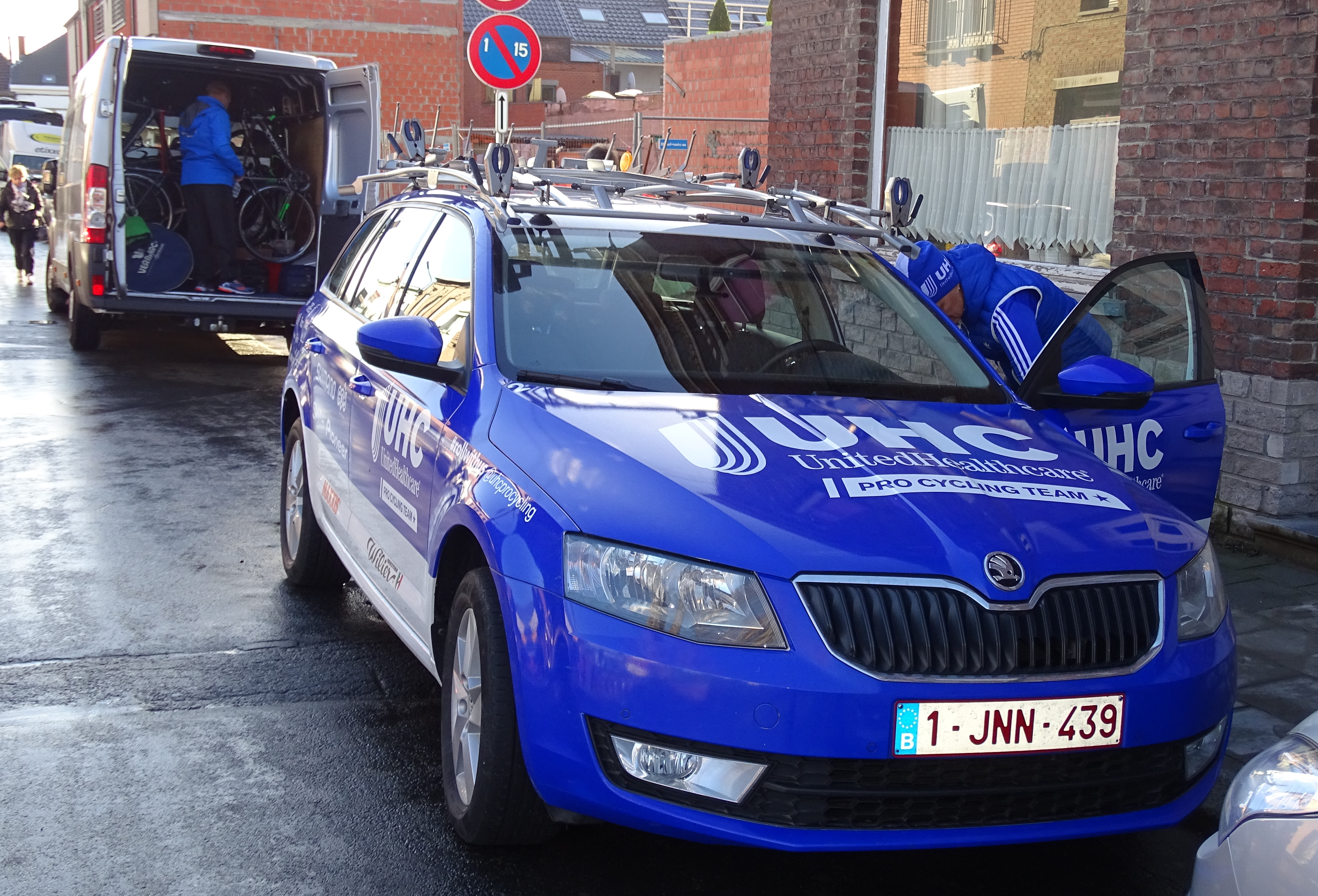
Vehicle de l'equip al 2016

Aquesta taula mostra la plaça de l'equip a la classificació de la Unió Ciclista Internacional a final de temporada i també la millor ciclista en la classificació individual de cada temporada.
| Temporada | Classificació per equips | Millor ciclista en la classificació individual |
| --------- | ------------------------ | ---------------------------------------------- |
| 2014      | 11è                      | Mara Abbott (21a)                              |
| 2015      | 10è                      | Coryn Rivera (41a)                             |
| 2016      | 17è                      | Coryn Rivera (36a)                             |
| 2017      | 17è                      | Ruth Winder (27a)                              |

De 2014 a 2015 l'equip va participar en la Copa del món
| Temporada | Classificació per equips | Millor ciclista en la classificació individual |
| --------- | ------------------------ | ---------------------------------------------- |
| 2014      | -                        | -                                              |
| 2015      | 19è                      | Coryn Rivera (32a)                             |

A partir del 2015, l'UCI Women's WorldTour va substituir la Copa del món
| Temporada | Classificació per equips | Millor ciclista en la classificació individual |
| --------- | ------------------------ | ---------------------------------------------- |
| 2016      | 17è                      | Coryn Rivera (40a)                             |
| 2017      | 15è                      | Katie Hall (41a)                               |

## Composició de l'equip
| \| Llista de l'equip 2014 \| Llista de l'equip 2014 \| Llista de l'equip 2014 \| Llista de l'equip 2014 \| \| Ciclista \| Data de naixement \| Equip previ \| \| \| ------------------------------------ \| ---------------------- \| --------------------------- \| ---------------------- \| \| Mara Abbott \| 14 de novembre de 1985 \| Exergy Twenty16 (2013) \| \| \| Hannah Barnes \| 4 de maig de 1993 \| Ibis Cycles (2012) \| \| \| Rushlee Buchanan \| 20 de gener de 1988 \| Tibco-To the Top (2013) \| \| \| Jacquelyn Crowell \| 16 de febrer de 1988 \| \| \| \| Katie Hall \| 6 de gener de 1987 \| \| \| \| Cari Higgins \| 5 de octubre de 1976 \| \| \| \| Sharon Laws \| 7 de juliol de 1974 \| Lotto Belisol Ladies (2013) \| \| \| Scotti Lechuga (5 de juny–31 de des) \| 7 de gener de 1983 \| \| \| \| Alison Powers \| 14 de desembre de 1979 \| Tibco-To the Top (2011) \| \| \| Coryn Rivera \| 26 de agost de 1992 \| Exergy Twenty12 (2012) \| \| \| Alexis Ryan \| 18 de setembre de 1994 \| Tibco-To the Top (2013) \| \| \| Lauren Tamayo \| 26 de octubre de 1983 \| Exergy Twenty16 (2013) \| \| \| Ruth Winder \| 9 de juliol de 1993 \| \| \| \| \| \| \| \| \| Font: UCI \| \| \| \| |                        |                             |  |
| Llista de l'equip 2014 |                        |                             |  |
| Ciclista | Data de naixement      | Equip previ                 |  |
| Mara Abbott | 14 de novembre de 1985 | Exergy Twenty16 (2013)      |  |
| Hannah Barnes | 4 de maig de 1993      | Ibis Cycles (2012)          |  |
| Rushlee Buchanan | 20 de gener de 1988    | Tibco-To the Top (2013)     |  |
| Jacquelyn Crowell | 16 de febrer de 1988   |                             |  |
| Katie Hall | 6 de gener de 1987     |                             |  |
| Cari Higgins | 5 de octubre de 1976   |                             |  |
| Sharon Laws | 7 de juliol de 1974    | Lotto Belisol Ladies (2013) |  |
| Scotti Lechuga (5 de juny–31 de des) | 7 de gener de 1983     |                             |  |
| Alison Powers | 14 de desembre de 1979 | Tibco-To the Top (2011)     |  |
| Coryn Rivera | 26 de agost de 1992    | Exergy Twenty12 (2012)      |  |
| Alexis Ryan | 18 de setembre de 1994 | Tibco-To the Top (2013)     |  |
| Lauren Tamayo | 26 de octubre de 1983  | Exergy Twenty16 (2013)      |  |
| Ruth Winder | 9 de juliol de 1993    |                             |  |
| |                        |                             |  |
| Font: UCI |                        |                             |  |

| \| Llista de l'equip 2015 \| Llista de l'equip 2015 \| Llista de l'equip 2015 \| Llista de l'equip 2015 \| \| Ciclista \| Data de naixement \| Equip previ \| \| \| ---------------------- \| ---------------------- \| ---------------------------- \| ---------------------- \| \| Hannah Barnes \| 4 de maig de 1993 \| Ibis Cycles (2012) \| \| \| Laura Brown \| 27 de novembre de 1986 \| Colavita–Fine Cooking (2014) \| \| \| Rushlee Buchanan \| 20 de gener de 1988 \| Tibco-To the Top (2013) \| \| \| Katie Hall \| 6 de gener de 1987 \| \| \| \| Cari Higgins \| 5 de octubre de 1976 \| \| \| \| Scotti Lechuga \| 7 de gener de 1983 \| Tibco-To the Top (2014) \| \| \| Abigail Mickey \| 3 de juliol de 1990 \| Twenty16 (2014) \| \| \| Coryn Rivera \| 26 de agost de 1992 \| Exergy Twenty12 (2012) \| \| \| Alexis Ryan \| 18 de setembre de 1994 \| Tibco-To the Top (2013) \| \| \| Lauren Tamayo \| 26 de octubre de 1983 \| Exergy Twenty16 (2013) \| \| \| Linda Villumsen \| 9 de abril de 1985 \| Wiggle Honda (2014) \| \| \| Ruth Winder \| 9 de juliol de 1993 \| \| \| \| \| \| \| \| \| Font: UCI \| \| \| \| |                        |                              |  |
| Llista de l'equip 2015 |                        |                              |  |
| Ciclista | Data de naixement      | Equip previ                  |  |
| Hannah Barnes | 4 de maig de 1993      | Ibis Cycles (2012)           |  |
| Laura Brown | 27 de novembre de 1986 | Colavita–Fine Cooking (2014) |  |
| Rushlee Buchanan | 20 de gener de 1988    | Tibco-To the Top (2013)      |  |
| Katie Hall | 6 de gener de 1987     |                              |  |
| Cari Higgins | 5 de octubre de 1976   |                              |  |
| Scotti Lechuga | 7 de gener de 1983     | Tibco-To the Top (2014)      |  |
| Abigail Mickey | 3 de juliol de 1990    | Twenty16 (2014)              |  |
| Coryn Rivera | 26 de agost de 1992    | Exergy Twenty12 (2012)       |  |
| Alexis Ryan | 18 de setembre de 1994 | Tibco-To the Top (2013)      |  |
| Lauren Tamayo | 26 de octubre de 1983  | Exergy Twenty16 (2013)       |  |
| Linda Villumsen | 9 de abril de 1985     | Wiggle Honda (2014)          |  |
| Ruth Winder | 9 de juliol de 1993    |                              |  |
| |                        |                              |  |
| Font: UCI |                        |                              |  |

| \| Llista de l'equip 2016 \| Llista de l'equip 2016 \| Llista de l'equip 2016 \| Llista de l'equip 2016 \| \| Ciclista \| Data de naixement \| Equip previ \| \| \| ------------------------------------- \| ---------------------- \| ------------------------------------- \| ---------------------- \| \| Laura Brown \| 27 de novembre de 1986 \| Colavita–Fine Cooking (2014) \| \| \| Rushlee Buchanan \| 20 de gener de 1988 \| Tibco-To the Top (2013) \| \| \| Annie Ewart \| 29 de setembre de 1993 \| Optum-Kelly Benefit Strategies (2015) \| \| \| Katie Hall \| 6 de gener de 1987 \| \| \| \| Cari Higgins \| 5 de octubre de 1976 \| \| \| \| Abigail Mickey \| 3 de juliol de 1990 \| Twenty16 (2014) \| \| \| Diana Peñuela \| 8 de setembre de 1986 \| \| \| \| Laurel Rathbun (3 de juny–31 de des) \| 10 de maig de 1996 \| \| \| \| Coryn Rivera \| 26 de agost de 1992 \| Exergy Twenty12 (2012) \| \| \| Iris Slappendel \| 18 de febrer de 1985 \| Bigla (2015) \| \| \| Lauren Tamayo \| 26 de octubre de 1983 \| Exergy Twenty16 (2013) \| \| \| Linda Villumsen \| 9 de abril de 1985 \| Wiggle Honda (2014) \| \| \| Hayley Simmonds (1 de gen–14 de juny) \| 22 de juliol de 1988 \| \| \| \| \| \| \| \| \| Font: UCI \| \| \| \| |                        |                                       |  |
| Llista de l'equip 2016 |                        |                                       |  |
| Ciclista | Data de naixement      | Equip previ                           |  |
| Laura Brown | 27 de novembre de 1986 | Colavita–Fine Cooking (2014)          |  |
| Rushlee Buchanan | 20 de gener de 1988    | Tibco-To the Top (2013)               |  |
| Annie Ewart | 29 de setembre de 1993 | Optum-Kelly Benefit Strategies (2015) |  |
| Katie Hall | 6 de gener de 1987     |                                       |  |
| Cari Higgins | 5 de octubre de 1976   |                                       |  |
| Abigail Mickey | 3 de juliol de 1990    | Twenty16 (2014)                       |  |
| Diana Peñuela | 8 de setembre de 1986  |                                       |  |
| Laurel Rathbun (3 de juny–31 de des) | 10 de maig de 1996     |                                       |  |
| Coryn Rivera | 26 de agost de 1992    | Exergy Twenty12 (2012)                |  |
| Iris Slappendel | 18 de febrer de 1985   | Bigla (2015)                          |  |
| Lauren Tamayo | 26 de octubre de 1983  | Exergy Twenty16 (2013)                |  |
| Linda Villumsen | 9 de abril de 1985     | Wiggle Honda (2014)                   |  |
| Hayley Simmonds (1 de gen–14 de juny) | 22 de juliol de 1988   |                                       |  |
| |                        |                                       |  |
| Font: UCI |                        |                                       |  |

| \| Llista de l'equip 2017 \| Llista de l'equip 2017 \| Llista de l'equip 2017 \| Llista de l'equip 2017 \| \| Ciclista \| Data de naixement \| Equip previ \| \| \| ---------------------- \| ---------------------- \| -------------------------------- \| ---------------------- \| \| Rushlee Buchanan \| 20 de gener de 1988 \| Tibco-To the Top (2013) \| \| \| Janelle Cole \| 19 de octubre de 1996 \| Twenty16-Ridebiker (2016) \| \| \| Katie Hall \| 6 de gener de 1987 \| \| \| \| Lauren Hall \| 2 de febrer de 1979 \| Tibco-Silicon Valley Bank (2016) \| \| \| Lauretta Hanson \| 29 de octubre de 1994 \| Colavita-Bianchi (2016) \| \| \| Diana Peñuela \| 8 de setembre de 1986 \| \| \| \| Kate Sherwin \| 9 de juny de 1979 \| \| \| \| Tayler Wiles \| 20 de juliol de 1989 \| Orica-AIS (2016) \| \| \| Ruth Winder \| 9 de juliol de 1993 \| \| \| \| \| \| \| \| \| Font: Cycling Archives \| \| \| \| |                       |                                  |  |
| Llista de l'equip 2017 |                       |                                  |  |
| Ciclista | Data de naixement     | Equip previ                      |  |
| Rushlee Buchanan | 20 de gener de 1988   | Tibco-To the Top (2013)          |  |
| Janelle Cole | 19 de octubre de 1996 | Twenty16-Ridebiker (2016)        |  |
| Katie Hall | 6 de gener de 1987    |                                  |  |
| Lauren Hall | 2 de febrer de 1979   | Tibco-Silicon Valley Bank (2016) |  |
| Lauretta Hanson | 29 de octubre de 1994 | Colavita-Bianchi (2016)          |  |
| Diana Peñuela | 8 de setembre de 1986 |                                  |  |
| Kate Sherwin | 9 de juny de 1979     |                                  |  |
| Tayler Wiles | 20 de juliol de 1989  | Orica-AIS (2016)                 |  |
| Ruth Winder | 9 de juliol de 1993   |                                  |  |
| |                       |                                  |  |
| Font: Cycling Archives |                       |                                  |  |